# Цервікальний метод
цервікальний метод контрацепції — метод планування вагітності, що полягає у щоденному самоспостереженні за цервікальним слизом протягом менструального циклу з висновками про фазу плідності (овуляторну) чи неплідності (решта фаз циклу). Контрацептивна дія забезпечується утриманням від запліднення у овуляторну фазу циклу.
Щоденне спостереження за цервікальним слизом, який виробляється слизовою оболонкою шийки матки і з вагінальними виділеннями виходить на вульву, оцінка слизу за спеціальною шкалою плідності, нотування оцінки дають змогу визначати період (плідний чи неплідний) в конкретному менструальному циклі. На основі оцінки жінка приймає рішення щодо сексуальних практик в цей день, залежно від репродуктивних планів.
Метод належить до сфери природного планування сім'ї, є трудомістким та доволі неточним (оскільки вагінальні виділення залежать від стану здоров'я), але все ж використовується як для відкладання, так і для досягнення вагітності, а також у діагностиці проблем репродуктивного здоров'я жінки (безпліддя, викидні, патологічні кровотечі, рецидивні кісти яєчників, передменструальний синдром).

## Концепція
Гілгерс описує модель Крейтона як таку, яка базується на «стандартизованій модифікації методу овуляції Біллінґса (англ. Billings ovulation method, «BOM»)», який був розроблений Джоном та Евелін Біллінґс у 1960-х роках. Подружжя Біллінґсів опублікувало статтю, в якій спростовується твердження про те, що «CrMS» («Крейгтонський метод розпізнавання плідності») представляє стандартизацію «BOM» («Метод овуляції Біллінґса»). За словами Біллінґсів, ці концепції є двома різними методами, і їх не слід розглядати як взаємозамінні.

## Ефективність
Для запобігання вагітності коефіцієнт невдалого використання методу Крейтона становив 0,5%, що означає, що кожен рік, коли 1000 пар ідеально використовують цей метод, 5 з них отримують небажану вагітність. Типовий відсоток невдач — який представляє частку пар, які використовують цей метод, у яких насправді була небажана вагітність — як повідомляється, становить 3,2%.
Для досягнення вагітності не проводилося великих клінічних випробувань, які б порівнювали «АРТ» і «NaProTechnology». Наразі опубліковано лише обсерваційні дослідження з однією рукою. У більшості з цих трьох досліджень — 75% пар, які намагалися завагітніти, отримували додаткову гормональну стимуляцію, таку як кломіфен.